# Alain Finkelkraut
Alain Finkielkraut (* 30. lipnja 1949. u Parizu) francuski je filozof, koji govori o odnosu između mišljenja i kulture u cilju razjašnjenja socio-kulturnih promjena povezaniim prijelazom iz modernizma u post-moderno razdoblje. Dopisni je član Hrvatske akademije znanosti i umjetnosti. 
Sin poljskih židova, a otac mu je bio deportiran u auschwitz.
Finkelkraut proglašava istovrijednost kultura u skladu s načelom kulturnog partikularizma.
Godine 1992. izdaje knjugu "Kako se to može biti Hrvat?" koja je kruna dugoga Finkielkrautovog zalaganja za Hrvatsku i Bosnu i Hercegovinu. Djelo svjedoči o trnovitom putu hrvatskog naroda do slobode i svoje nezavisnosti.

## Vanjske poveznice
- Vjenac net
- Razgovor s Finkelkrautom u Vjesniku[neaktivna poveznica]
- Vijesti net